# 第二次蒋桂战争
第二次蒋桂战争是1929年11月至12月新桂系成立护党救国军反蒋介石的一场战争。

## 历史
1929年蔣馮戰爭之際，6月陳公博奉汪精卫命到香港，联络实力派组织护党救国军，策動粤系張發奎從湖北宜昌起兵呼應馮玉祥，張發奎初時拒絕，但為蔣介石所疑，準備以調任為名解除其兵權，張發奎終於在9月發難。此舉得到改組派大力支持，除輿論外，江蘇改組派還在溧陽等地準備予以軍事支持，但因勢單力薄而未成事。
張發奎起兵後，改組派薛岳、李朗如等聯絡原新桂系後倒戈蔣介石的广西省政府主席俞作柏於9月27日在南寧起事響應，在南宁正式成立护党救国军总司令部，俞任总司令。10月，俞部在蒋介石军事进攻和拉拢收买下兵败，一部起义参加中国工农红军。
1929年10月，汪精衛從法國到香港，以“中国国民党第二届中央执监联席会议”的名义，經唐生智介紹與桂系黃紹竑結盟，約定由張發奎和桂系組成張桂聯軍，以「護黨救國軍」名義討蔣，分别委任唐生智、李宗仁、张发奎、胡宗铎、石友三、何键、刘文辉等为护党救国军各路总指挥。1929年11月下旬，桂系亦在南宁成立护党救国军进攻广东陈济棠部。蒋介石派何应钦率部援助陈济棠。
- 护党救国军总司令李宗仁
- 副总司令黄绍竑
- 前敌总指挥白崇禧
- 第三路（张发奎部）
- 第四路唐生智部
- 第八路（桂系）军

1929年12月中旬，在何、陈联合五路大军进攻下，桂系兵败。与此同时，蒋介石联络阎锡山、刚刚经历中东路事件惨败的张学良，将唐生智第四路军打败收编，石友三第五路军被收买。至1930年初，护党救国军全部消失。12月改組派又同樣以「護黨救國軍」名義策動唐生智、石友三、韓復榘、宋哲元等人起兵，因為步調不一致和內部矛盾等原因，又過了一個月即偃旗息鼓。